# イズクウィントリポツォトリ
- イズクウィントリポゾトリ

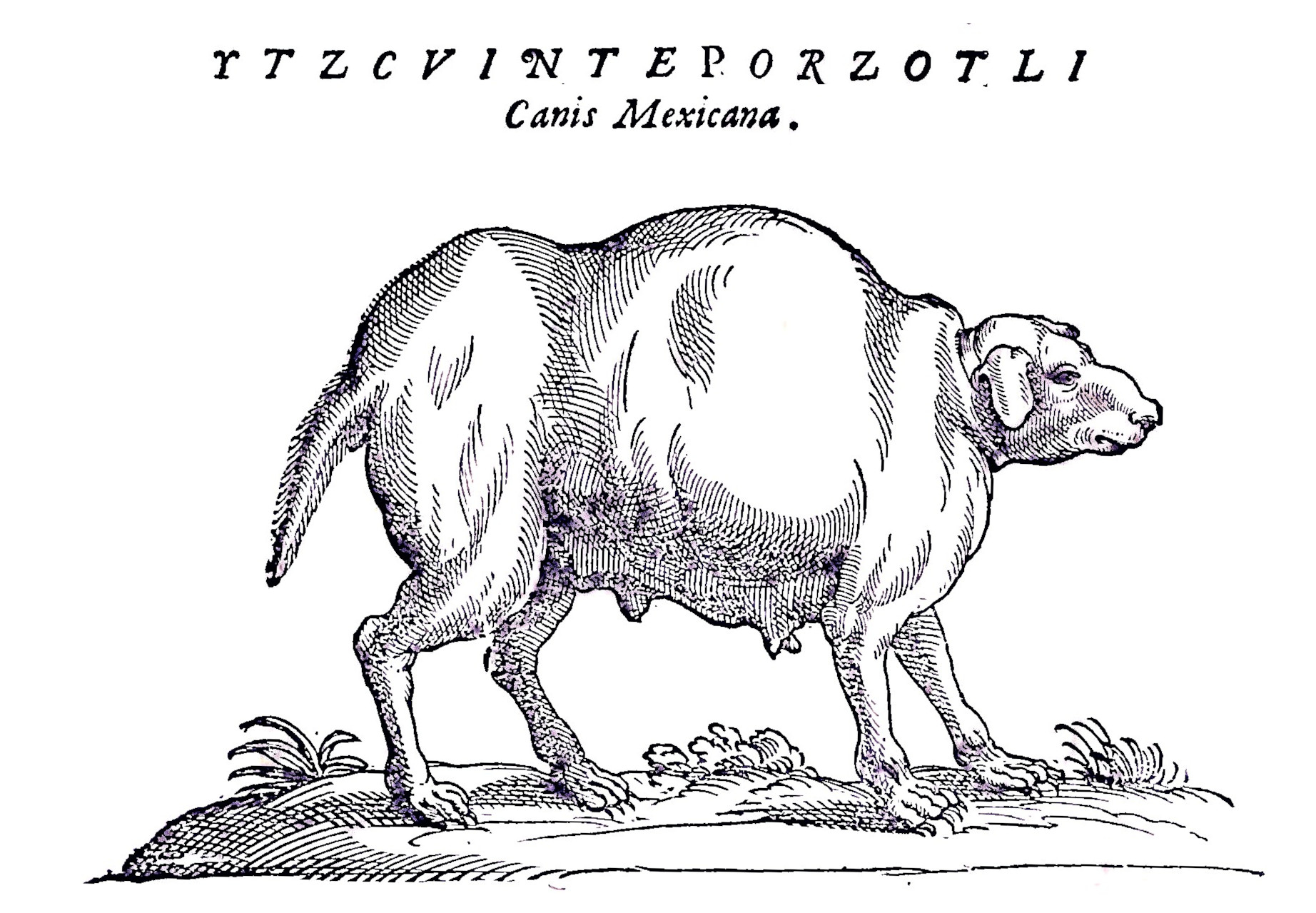
オリジナルのイラスト「イツクインティポトツトリ」ノヴァエ・ヒスパニアエ・テザウルスの作品より (Novae Hispaniae Thesaurus)

イズクウィントリポツォトリ（イツクイントリポツォトリ、ナワトル語: itzcuintlipotzotli/izcuintlipotzotli）は、19世紀以前にメキシコで見られた背の曲がった犬種である。ナワトル語で「イツクイントリ」は犬、「ポツォトリ」は背の曲がった者（せむし）を意味し、スペイン語で同じ意味をもつペロ・ホロバド（perro jorobado）とも記される。
イズクウィントリポツォトリは、メキシコ出身のイエズス会士フランシスコ・ハピエール・クラビヘロが1780年に記した『メキシコ古代史』において初めて紹介された。それによれば、ミチョアカン州にもっとも多く見られた犬で、大きさは「マルタの犬」と同じくらいで、肌は白・茶・黒が混ざり、頭は小さく、首は短く太く、背中が曲がり、尾は短かったという。この記述からデズモンド・モリスは無毛か短い被毛であったと推測している。モリスによれば、食肉用に繁殖されており、特に飼い主の死後、一緒に埋葬され、死後の旅の食料とされたという。モリスはまた、同地域より背の曲がった人間の粘土像が出土することなどから、この地域において、背の曲がった人等に魔力的意味が付されており、そのために背の曲がった犬も繁殖された可能性を推測している。
イズクウィントリポツォトリの最後の目撃情報は1843年にロンドンで出版された、フランチェス・カルデロン・デ・ラ・バルカ（Frances Calderón de la Barca）の『メキシコ生活』（Life in Mexico）内に記されたもので、それによれば、フランチェスはメキシコ・シティー北西のデシエルト（Desierto）という場所近くの旅館の玄関に、イズクウィントリポツォトリと思われる動物の死体が吊るされているのを見たといい、今まで見た中でもっとも醜い生き物であり、頭はオオカミのようだが首がなかったという。